# Edna Buchanan
Edna Buchanan (Paterson, 16 marzo 1939) è una giornalista e scrittrice statunitense.

## Biografia
È stata definita da David Randall «Il miglior cronista di nera mai esistito». Si è occupata di cronaca nera per due dei principali quotidiani di Miami, il Miami Beach Daily Sun e il Miami Herald. Ha scritto vari romanzi gialli. Ha vinto un premio Pulitzer nel 1986.